# Leptobotia
Leptobotia és un gènere de peixos de la família dels cobítids i de l'ordre dels cipriniformes.

## Distribució geogràfica
Es troba a Àsia: la Xina (com ara, Hunan, Fujian, Hubei, Guangdong, Jiangxi, Zhejiang, les conques superior i mitjana del riu Iang-Tsé, el riu Qian a Guangxi, etc.) i el Japó (el llac Biwa, el riu Yodo i diversos rius de la prefectura d'Okayama).

## Taxonomia
- Leptobotia curta (Temminck & Schlegel, 1846)[13]
- Leptobotia elongata (Bleeker, 1870)[14]
- Leptobotia flavolineata (Wang, 1981)[15]
- Leptobotia guilinensis (Chen, 1980)[16]
- Leptobotia hengyangensis (Huang & Zhang, 1986)[17]
- Leptobotia microphthalma (Fu & Ye, 1983)[18]
- Leptobotia orientalis (Xu, Fang & Wang, 1981)[19]
- Leptobotia pellegrini (Fang, 1936)[20]
- Leptobotia posterodorsalis (Lan & Chen, 1992)[21]
- Leptobotia punctata (Li, Li & Chen, 2008)[22]
- Leptobotia rubrilabris (Dabry de Thiersant, 1872)[23]
- Leptobotia taeniops (Sauvage, 1878)[24]
- Leptobotia tchangi (Fang, 1936)[20]
- Leptobotia tientainensis (Wu, 1930)[25]
- Leptobotia zebra (Wu, 1939)[12]

## Estat de conservació
Leptobotia curta, Leptobotia guilinensis,  Leptobotia pellegrini i Leptobotia tchangi apareixen a la Llista Vermella de la UICN a causa dels impactes provocats per la urbanització, la contaminació de l'aigua, la sobrepesca i les pràctiques agrícoles gens sostenibles.

## Observacions
Formen jerarquies socials complexes i algunes de les seues espècies són populars com a peixos d'aquari.